# Loazzolo
Loazzolo ist eine Gemeinde in der italienischen Provinz Asti (AT), Region Piemont.

## Lage und Einwohner
Loazzolo liegt 43 Straßenkilometer südlich von der Provinzhauptstadt Asti entfernt, in der Region Langhe. Das Gemeindegebiet umfasst eine Fläche von 15 km² und hat 296 Einwohner (Stand 31. Dezember 2023). Zur Gemeinde zählt auch der Weiler Quartino. 
Die Nachbargemeinden sind Bubbio, Canelli, Cessole, Cossano Belbo, Monastero Bormida, Roccaverano und Santo Stefano Belbo.

## Wein
In Loazzolo werden Reben für den Dolcetto d’Asti, einen Rotwein mit DOC Status angebaut. Die Beeren der Rebsorten Spätburgunder und/oder Chardonnay dürfen zum Schaumwein Alta Langa verarbeitet werden. Die Muskateller-Rebe für den Asti Spumante, einen süßen DOCG-Schaumwein mit geringem Alkoholgehalt sowie für den Stillwein Moscato d’Asti wird hier ebenfalls angebaut. Aus der Rebsorte Brachetto wird der liebliche Schaumwein Brachetto d’Acqui hergestellt. In Loazzolo werden auch Reben der Sorte Barbera für den Barbera d’Asti, einen Rotwein mit DOCG Status, sowie für den Barbera del Monferrato angebaut. Der weiße DOC-Wein Loazzolo wird ausschließlich aus der Moscato-Bianco-Rebe hergestellt.